# Copa América 1975
Copa América 1975 – trzydzieste mistrzostwa kontynentu południowoamerykańskiego odbyły się w 1975 roku. Wzięło w nich udział 10 reprezentacji narodowych. Pierwszy raz w historii turnieju nie rozgrywano w jednym państwie, lecz we wszystkich krajach uczestników turnieju. Drużyny podzielono na trzy trójzespołowe grupy. Zwycięzcy grup awansowali do półfinałów, gdzie czekał poprzedni zwycięzca turnieju – zespół Urugwaju, zaś zwycięzcy tej fazy awansowali do finału (zarówno w półfinale, jak w finale rozgrywane były dwumecze).

## Uczestnicy

### Argentyna
| Zawodnik                   | Klub                 |
| -------------------------- | -------------------- |
| Osvaldo Ardiles            | CA Huracán           |
| Julio Asad                 | CA Vélez Sarsfield   |
| Ramón Bóveda               | CA Rosario Central   |
| Américo Gallego            | CA Newell’s Old Boys |
| Hugo Gatti                 | Unión Santa Fe       |
| Mario Kempes               | CA Rosario Central   |
| Daniel Killer              | CA Rosario Central   |
| Mario Killer               | CA Rosario Central   |
| Leopoldo Luque             | Unión Santa Fe       |
| José Luis Pavoni           | CA Newell’s Old Boys |
| Rafael Pavón               | CA Belgrano          |
| Andrés Rebottaro           | CA Newell’s Old Boys |
| Jorge Valdano              | CA Newell’s Old Boys |
| José Daniel Valencia       | CA Talleres          |
| Mario Zanabria             | CA Newell’s Old Boys |
| Trener: César Luis Menotti |                      |

### Boliwia
| Zawodnik              | Klub                       |
| --------------------- | -------------------------- |
| Eduardo Angulo        | Club The Strongest         |
| Windsor Del Llano     | Club Jorge Wilstermann     |
| Juan Américo Díaz     | Club Bolívar               |
| Juan Alfredo Farías   | Club The Strongest         |
| Juan Carlos Fernández | Club Bolívar               |
| Luis Iriondo          | Club The Strongest         |
| Carlos Jiménez        | Club Bolívar               |
| Porfirio Jiménez      | CD Guabirá                 |
| Luis Liendo           | Club Bolívar               |
| Jaime Lima            | Club Bolívar               |
| Nicolás Linares       | Deportivo Municipal La Paz |
| Ovidio Mezza          | Club Bolívar               |
| Raúl Alberto Morales  | Club Bolívar               |
| Mario Pariente        | Club The Strongest         |
| Jaime Rimazza         | Deportivo Municipal La Paz |
| Mario Rojas           | Club Bolívar               |
| Juan Carlos Sánchez   | Club Jorge Wilstermann     |
| Fredi Vargas          | Club Jorge Wilstermann     |
| Trener: Freddy Valda  |                            |

### Brazylia
| Zawodnik                                      | Klub                     |
| --------------------------------------------- | ------------------------ |
| João Justino AMARAL dos Santos                | Guarani FC               |
| ÂNGÉLO Paulino de Souza                       | Clube Atlético Mineiro   |
| Cosme da Silva CAMPOS                         | Clube Atlético Mineiro   |
| Jesus Carlos da Silva – CARECA                | Clube Atlético Mineiro   |
| DANIVAL de Oliveira                           | Clube Atlético Mineiro   |
| DARCI Menezes                                 | Cruzeiro EC              |
| DIRCEU LOPES Mendes                           | Cruzeiro EC              |
| EDUARDO AMORIM                                | Cruzeiro EC              |
| GERALDO Cleofas Dias Alves                    | CR Flamengo              |
| GETÚLIO Costa de Oliveira                     | Clube Atlético Mineiro   |
| IVO Ardais Wortmann                           | América Rio de Janeiro   |
| Joãozinho – João Soares de Almeida Filho      | Cruzeiro EC              |
| LUIS PEREIRA                                  | SE Palmeiras             |
| MARCELO de Oliveira Santos                    | Clube Atlético Mineiro   |
| MIGUEL Ferreira de Almeida                    | CR Vasco da Gama         |
| MODESTO Malachias                             | Clube Atlético Mineiro   |
| José Francisco de MORAIS                      | Cruzeiro EC              |
| NELINHO – Manoel Resende                      | Cruzeiro EC              |
| Luís Antônio NETO                             | Caldense Poços de Caldas |
| PALHINHA – Vanderlei Eustáquio de Oliveira    | Cruzeiro EC              |
| Wilson Da Silva PIAZZA                        | Cruzeiro EC              |
| RAUL Guilherme Plassman                       | Cruzeiro EC              |
| José REINALDO de Lima                         | Clube Atlético Mineiro   |
| ROBERTO BATATA – Roberto Monteiro             | Cruzeiro EC              |
| ROBERTO DINAMITA – Carlos Roberto de Oliveira | CR Vasco da Gama         |
| ROMEU Evangelista                             | Clube Atlético Mineiro   |
| VALDIR de Arruda PERES                        | São Paulo FC             |
| VANDERLEI LÁZARO                              | Cruzeiro EC              |
| VANDERLEI Paiva Monteiro                      | Clube Atlético Mineiro   |
| VANTUIR Galdino Gomes                         | Clube Atlético Mineiro   |
| ZÉ CARLOS – José Carlos Bernardo              | Cruzeiro EC              |
| Trener: Osvaldo BRANDĀO                       |                          |

### Chile
| Zawodnik                  | Klub              |
| ------------------------- | ----------------- |
| Sergio Ahumada            | Unión Española    |
| Luis Araneda              | CSD Colo-Colo     |
| Julio Crisosto            | CSD Colo-Colo     |
| Daniel Orlando Díaz       | CD Huachipato     |
| Mario Enrique Galindo     | CSD Colo-Colo     |
| Miguel Ángel Gamboa       | CSD Colo-Colo     |
| Rafael González           | CSD Colo-Colo     |
| Leonel Herrera            | CSD Colo-Colo     |
| Eddio Victorino Inostroza | Unión Española    |
| Alfonso Lara              | CSD Colo-Colo     |
| Francisco José Las Heras  | Unión Española    |
| Juan Salvador Machuca     | Unión Española    |
| Javier Méndez             | Aviación Santiago |
| Adolfo Nef                | CSD Colo-Colo     |
| Carlos Reinoso            | Club América      |
| Mario Soto                | Unión Española    |
| Jorge Américo Spedaletti  | Unión Española    |
| Francisco Valdés          | CSD Colo-Colo     |
| Leopoldo Manuel Vallejos  | Unión Española    |
| Leonardo Véliz            | Unión Española    |
| Trener: Pedro Morales     |                   |

### Ekwador
| Zawodnik                     | Klub                       |
| ---------------------------- | -------------------------- |
| Ricardo Enrique Armendáriz   | Emelec Guayaquil           |
| Vicente Marcelo Cabezas      | CD El Nacional             |
| Jefferson Camacho            | Emelec Guayaquil           |
| Fausto Carrera               | Universidad Católica Quito |
| Paul "Polo" Fernando Carrera | LDU Quito                  |
| Gonzalo Castañeda            | Emelec Guayaquil           |
| Carlos Omar Delgado          | CD El Nacional             |
| Wilmer Gómez                 | Emelec Guayaquil           |
| Rafael Guerrero              | Emelec Guayaquil           |
| Washington Guevara           | LDU Quito                  |
| Fausto Klinger               | Deportivo Cuenca           |
| Félix Lasso                  | CD El Nacional             |
| Eduardo Méndez               | CD El Nacional             |
| José Fabián Pazmiño          | CD El Nacional             |
| Víctor Peláez                | Barcelona SC               |
| Miguel Pérez                 | CD El Nacional             |
| Carlos René Ron              | CD El Nacional             |
| Gustavo Tapia                | LDU Quito                  |
| Jorge Ernesto Tapia          | LDU Quito                  |
| Ramiro Tobar                 | LDU Quito                  |
| Máximo Vera                  | Barcelona SC               |
| Trener: Roque Gastón Máspoli |                            |

### Kolumbia
| Zawodnik               | Klub                   |
| ---------------------- | ---------------------- |
| Edgar Angulo           | Atlético Nacional      |
| Jairo Arboleda         | Deportivo Cali         |
| Oscar Emilio Bolaño    | Independiente Santa Fe |
| Henry Caicedo          | Deportivo Cali         |
| Oswaldo Calero         | Deportivo Cali         |
| Víctor Campaz          | Atlético Nacional      |
| Ponciano Castro        | Independiente Medellín |
| Jaime Deluque          | Atlético Junior        |
| Juan Ernesto Díaz      | Independiente Santa Fe |
| Miguel Antonio Escobar | Deportivo Cali         |
| Euclides González      | Millonarios FC         |
| Hugo Horacio Lóndero   | Atlético Nacional      |
| Alonso López           | Millonarios FC         |
| Willington José Ortiz  | Millonarios FC         |
| Nelson Silva Pacheco   | Atlético Junior        |
| Carlos Emilio Rendón   | Millonarios FC         |
| Eduardo Julián Retat   | Atlético Nacional      |
| Jesús María Rubio      | Millonarios FC         |
| Arturo Segovia         | Millonarios FC         |
| Luis Eduardo Soto      | Millonarios FC         |
| Diego Edison Umaña     | Deportivo Cali         |
| Pedro Antonio Zape     | Deportivo Cali         |
| José Zárate            | Atlético Junior        |
| Trener: Efraín Sánchez |                        |

### Paragwaj
| Zawodnik                | Klub             |
| ----------------------- | ---------------- |
| Ever Hugo Almeida       | Club Olimpia     |
| Carlos Báez             | ?                |
| Gustavo Adolfo Benítez  | Club Olimpia     |
| José De La Cruz Benítez | Club Olimpia     |
| Fermín Escobar          | Club River Plate |
| Juan Carlos Espínola    | Club Libertad    |
| Pedro Nelson Fleitas    | ?                |
| Aldo Florentín          | ?                |
| José Domingo Insfrán    | ?                |
| Hugo Enrique Kiese      | Club Olimpia     |
| Cristóbal Maldonado     | Club Libertad    |
| Apolinar Paniagua       | Club Olimpia     |
| Francisco Rivera        | ?                |
| Juan Francisco Riveros  | ?                |
| Clemente Rolón          | Club River Plate |
| Alicio Solalinde        | ?                |
| Alcides Sosa            | Club Olimpia     |
| Flaminio Sosa           | Club Olimpia     |
| Hugo Ricardo Talavera   | Cerro Porteño    |
| Luis Ernesto Torres     | Club Olimpia     |
| Trener: ?               |                  |

### Peru
| Zawodnik                    | Klub                     |
| --------------------------- | ------------------------ |
| Eusebio Alfredo Acasuzo     | Unión Huaral             |
| Julio Aparicio              | Universitario Lima       |
| Gerónimo Barbadillo         | Defensor Lima            |
| Enrique Casaretto           | Club Sporting Cristal    |
| Teófilo Juan Cubillas       | FC Porto                 |
| Héctor Chumpitaz            | Universitario Lima       |
| César Augusto Cueto         | Alianza Lima             |
| Rubén Toribio Díaz          | Club Sporting Cristal    |
| José Manuel González Ganoza | Alianza Lima             |
| Julio Meléndez              | Juan Aurich Chiclayo     |
| José Navarro                | Club Sporting Cristal    |
| Juan Carlos Oblitas         | Club Sporting Cristal    |
| Santiago Ojeda              | Alianza Lima             |
| Raúl Alberto Párraga        | Club Sporting Cristal    |
| Alfredo Quesada             | Club Sporting Cristal    |
| Oswaldo Ramírez             | Universitario Lima       |
| Percy Rojas                 | Universitario Lima       |
| Pedro Anselmo Ruíz          | Unión Huaral             |
| Ottorino Sartor             | Colegio Nacional Iquitos |
| Eleazar Soria               | Club Sporting Cristal    |
| Hugo Alejandro Sotil        | Barcelona                |
| José Velásquez              | Alianza Lima             |
| Trener: Marcos Calderón     |                          |

### Urugwaj
| Zawodnik                        | Klub                      |
| ------------------------------- | ------------------------- |
| Nelson Bonifacio Acosta         | CA Peñarol                |
| Juan Ramón Carrasco             | Club Nacional de Football |
| Walter Luis Corbo               | CA Peñarol                |
| Omar Correa                     | River Plate Montevideo    |
| Nils Roque Chagas               | Danubio FC                |
| Alfredo De Los Santos           | Club Nacional de Football |
| Richard Forlán                  | Montevideo Wanderers      |
| Mario González                  | CA Peñarol                |
| José Lorenzo                    | CA Cerro                  |
| Ricardo Santiago Mier           | Huracán Buceo Montevideo  |
| Juan Vicente Morales            | CA Cerro                  |
| Fernando Morena                 | CA Peñarol                |
| Juan Carlos Ocampo              | Danubio FC                |
| Walter Daniel Olivera           | CA Peñarol                |
| Alfonso Darío Pereyra           | Club Nacional de Football |
| Carlos Peruena                  | CA Peñarol                |
| Hebert Carlos Revetria          | Club Nacional de Football |
| Saúl Lorenzo Rivero             | Liverpool Montevideo      |
| Juan Ramón Silva                | CA Peñarol                |
| Lorenzo Unanue                  | CA Peñarol                |
| Mario Zoryez                    | CA Peñarol                |
| Trener: Juan Alberto Schiaffino |                           |

### Wenezuela
| Zawodnik                  | Klub                      |
| ------------------------- | ------------------------- |
| José Acurzio              | Portugués Caracas         |
| Andrés Arizaleta          | Portuguesa FC             |
| Pedro Castro              | Galicia Caracas           |
| Omar Colmenares           | Valencia                  |
| Vicente Flores            | Portuguesa FC             |
| Iván García               | Estudiantes Mérida        |
| Alejo González            | Galicia Caracas           |
| Ramón Iriarte             | Italia Caracas            |
| Luis Marquina             | Portuguesa FC             |
| Luis Mendoza              | Galicia Caracas           |
| Omar Ochoa                | Portuguesa FC             |
| Richard Alfredo Páez      | Estudiantes Mérida        |
| Miguel Rivas              | Estudiantes Mérida        |
| Orlando Torres            | Italia Caracas            |
| Rubén Darío Torres        | Anzoátegui Puerto La Cruz |
| Delmán Useche             | Galicia Caracas           |
| Néstor Vázquez            | Italia Caracas            |
| Vicente Vega              | Deportivo Táchira         |
| Trener: José Walter Roque |                           |

## Mecze

### Grupa 1

#### Wenezuela–Brazylia
| WENEZUELA – BRAZYLIA 0:4 (0:1) |
| --- |
| 31 lipca 1975, Caracas, Estadio Olímpico (widzów 20 000)                                                                               |
| Sędzia: Carlos Rivero |
| WENEZUELA: Colmenares – Ochoa, Castro (Vázquez), Marquina, O.Torres – Useche, Mendoza, Páez – Rivas, García (Acurzio), Iriarte         |
| BRAZYLIA: Raul – Nelinho, Piazza, Vantuir, Getúlio – Vanderlei, Danival, Roberto Batata – Marcelo (Reinaldo), Campos (Palhinha), Romeu |
| Bramki: 0:1 Romeu 2, 0:2 Danival 50, 0:3 Palhinha 82, 0:4 Palhinha 88                                                                  |

#### Wenezuela–Argentyna
| WENEZUELA – ARGENTYNA 1:5 (1:3) |
| --- |
| 3 sierpnia 1975, Caracas, Estadio Olímpico (widzów 15 000)                                                                         |
| Sędzia: Rafael Hormazábal |
| WENEZUELA: Vega (Arizaleta) – R.Torres, Vázquez, Marquina, O.Torres – Useche, Mendoza, Páez – González, Flores (García), Iriarte   |
| ARGENTYNA: Gatti – Rebottaro, Pavoni, D.Killer, Pavón – Asad, Gallego, Zanabria (56 Ardiles) – Bóveda, Luque, Kempes (56 Valencia) |
| Bramki: 0:1 Luque 12, 1:1 Iriarte 14, 1:2 Kempes 30, 1:3 Luque 34, 1:4 Luque 66, 1:5 Ardiles 86                                    |

#### Brazylia–Argentyna
| BRAZYLIA – ARGENTYNA 2:1 (1:1) |
| --- |
| 6 sierpnia 1975, Belo Horizonte, Estádio Mineirão (widzów 80 000)                                                                         |
| Sędzia: Ramón Barreto |
| BRAZYLIA: Raul – Nelinho, Amaral, Piazza, Getúlio – Vanderlei, Danival, Roberto Batata – Marcelo (Palhinha), Campos (Dirceu Lopes), Romeu |
| ARGENTYNA: Gatti – Rebottaro, Pavoni, D.Killer, Pavón – Ardiles (57 Zanabria), Gallego, Asad – Bóveda (57 Valdano), Luque, Kempes         |
| Bramki: 0:1 Asad 11, 1:1 Nelinho 31, 2:1 Nelinho 55k                                                                                      |

#### Argentyna–Wenezuela
| ARGENTYNA – WENEZUELA 11:0 (4:0) |
| --- |
| 10 sierpnia 1975, Rosario, Estadio Cor de León (widzów 50 000) |
| Sędzia: Pedro Reyes |
| ARGENTYNA: Gatti – Rebottaro, Pavoni, D.Killer, M.Killer – Ardiles (85 Asad), Gallego, Zanabria (76 Valencia) – Bóveda, Luque, Kempes                                                   |
| WENEZUELA: Arizaleta – Ochoa, Useche, Marquina, O.Torres – Mendoza, Páez, González – Rivas, García (Acurzio), Iriarte (R.Torres)                                                        |
| Bramki: 1:0 D.Killer 8, 2:0 Gallego 14, 3:0 Ardiles 39, 4:0 D.Killer 41, 5:0 Kempes 53, 6:0 Zanabria 56, 7:0 D.Killer 62, 8:0 Zanabria 64, 9:0 Bóveda 80, 10:0 Kempes 81, 11:0 Luque 85 |

#### Brazylia–Wenezuela
| BRAZYLIA – WENEZUELA 6:0 (3:0) |
| --- |
| 13 sierpnia 1975, Belo Horizonte, Estádio Mineirão (widzów 32 000)                                                                           |
| Sędzia: Carlos Rivero |
| BRAZYLIA: Raul – Nelinho, Luiz Pereira, Amaral, Getúlio – Vanderlei, Danival, Marcelo (Palhinha) – Roberto Batata, Campos, Romeu (Joãozinho) |
| WENEZUELA: Arizaleta – Ochoa, Useche, Marquina, O.Torres – González, Mendoza, Páez – Rivas (R.Torres), Acurzio, Iriarte                      |
| Bramki: 1:0 Roberto Batata 6, 2:0 Nelinho 9, 3:0 Danival 37, 4:0 Campos 53, 5:0 Palhinha 65, 6:0 Roberto Batata 79                           |

#### Argentyna–Brazylia
| ARGENTYNA – BRAZYLIA 0:1 (0:1) |
| --- |
| 16 sierpnia 1975, Rosario, Estadio Cor de León (widzów 50 000)                                                                    |
| Sędzia: Carlos Robles |
| ARGENTYNA: Gatti – Rebottaro, Pavoni, D.Killer, M.Killer – Ardiles (57 Asad), Gallego, Zanabria – Bóveda, Luque, Kempes           |
| BRAZYLIA: Raul – Nelinho, Luiz Pereira, Amaral, Getúlio – Vanderlei, Danival, Roberto Batata – Palhinha, Campos, Romeu (Reinaldo) |
| Bramki: 0:1 Danival 45 |
| Uwaga: Nelinho nie wykorzystał rzutu karnego (strzał niecelny)                                                                    |

### Grupa 2

#### Chile–Peru
| CHILE – PERU 1:1 (1:0) |
| --- |
| 17 lipca 1975, Santiago, Estadio Nacional (widzów 50 000)                                                                  |
| Sędzia: Omar Delgado |
| CHILE: Vallejos – Soto, Galindo, González, Díaz – Las Heras, Lara (Valdés) – Véliz, Crisosto (Spedaletti), Ahumada, Gamboa |
| PERU: Sartor – Soria, Meléndez, Chumpitaz, Díaz – Quesada, Velásquez, Oblitas – Cubillas, Rojas, Ramírez                   |
| Bramki: 1:0 Crisosto 10, 1:1 Rojas 72                                                                                      |

#### Boliwia–Chile
| BOLIWIA – CHILE 2:1 (0:1) |
| --- |
| 20 lipca 1975, Oruro, Estadio Jesús Bermúdez (widzów 18 000)                                                                   |
| Sędzia: Héctor Ortiz |
| BOLIWIA: C.Jiménez – Angulo, Rojas, Lima, Del Llano – Liendo, Mezza, Linares – Morales, P.Jiménez, Pariente                    |
| CHILE: Vallejos – Galindo, Soto, González, Díaz – Méndez, Inostroza, Las Heras (Herrera) – Véliz (Ahumada), Spedaletti, Gamboa |
| Bramki: 0:1 Gamboa 41, 1:1 Mezza 60, 2:1 Mezza 75                                                                              |

#### Boliwia–Peru
| BOLIWIA – PERU 0:1 (0:1)                                                                                                |
| --- |
| 27 lipca 1975, Oruro, Estadio Jesús Bermúdez (widzów 18 000)                                                            |
| Sędzia: Alberto Ducatelli                                                                                               |
| BOLIWIA: C.Jiménez – Angulo, Rojas, Lima, Iriondo – Liendo, Vargas (Rimazza), Mezza – Morales, Díaz, P.Jiménez (Farías) |
| PERU: Sartor – Soria, Meléndez, Chumpitaz, Díaz – Párraga, Quesada, Cubillas – Ramírez, Rojas (Aparicio), Oblitas       |
| Bramki: 0:1 Ramírez 17                                                                                                  |

#### Peru–Boliwia
| PERU – BOLIWIA 3:1 (2:0)                                                                                          |
| --- |
| 7 sierpnia 1975, Lima, Estadio Nacional (widzów 40 000)                                                           |
| Sędzia: Romualdo Arppi Filho                                                                                      |
| PERU: Sartor – Soria, Meléndez, Chumpitaz, Díaz (Navarro) – Párraga, Quesada, Cueto – Ramírez, Rojas, Oblitas     |
| BOLIWIA: C.Jiménez – Angulo, Lima, Iriondo, Vargas – Liendo, Mezza, Morales – Díaz, P.Jiménez, Fernández (Farías) |
| Bramki: 1:0 Ramírez 7k, 2:0 Cueto 26, 3:0 Oblitas 52, 3:1 Mezza 58k                                               |

#### Chile–Boliwia
| CHILE – BOLIWIA 4:0 (1:0)                                                                                          |
| --- |
| 13 sierpnia 1975, Santiago, Estadio Nacional (widzów 15 000)                                                       |
| Sędzia: Arturo Ithurralde                                                                                          |
| CHILE: Nef – Machuca, Soto, González, Díaz – Reinoso, Inostroza (Spedaletti), Las Heras – Araneda, Ahumada, Gamboa |
| BOLIWIA: C.Jiménez – Angulo, Rojas, Lima, Iriondo – P.Jiménez, Rimazza, Linares – Mezza, Sánchez, Fernández        |
| Bramki: 1:0 Araneda 40, 2:0 Ahumada 61, 3:0 Gamboa 71, 4:0 Araneda 87                                              |

#### Peru–Chile
| PERU – CHILE 3:1 (3:0) |
| --- |
| 20 sierpnia 1975, Lima, Estadio Alejandro Villanueva (widzów 40 000)                                                       |
| Sędzia: Juan José Fortunatto                                                                                               |
| PERU: Sartor – Soria, Meléndez, Chumpitaz, Díaz (Navarro) – Párraga, Quesada, Cubillas – Ramírez, Rojas, Oblitas           |
| CHILE: Nef – Machuca, Soto, González, Díaz – Reinoso, Inostroza (Spedaletti), Las Heras – Araneda, Ahumada, Gamboa (Véliz) |
| Bramki: 1:0 Rojas 3, 2:0 Oblitas 32, 3:0 Cubillas 39, 3:1 Reinoso 76                                                       |

### Grupa 3

#### Kolumbia–Paragwaj
| KOLUMBIA – PARAGWAJ 1:0                                                                                           |
| --- |
| 20 lipca 1975, Bogotá, Estadio El Campín (widzów 60 000)                                                          |
| Sędzia: Romualdo Arppi Filho                                                                                      |
| KOLUMBIA: Zape – Segovia, Zárate, Escobar, Rubio – Calero, Arboleda, Castro – Ortiz, Silva Pacheco, Campaz (Díaz) |
| PARAGWAJ: Almeida – Solalinde, A.Sosa, F.Sosa, Insfrán – Torres, Benítez, Kiese – Rivera, Rolón, Paniagua         |
| Bramki: 1:0 Díaz                                                                                                  |

#### Ekwador–Paragwaj
| EKWADOR – PARAGWAJ 2:2 |
| --- |
| 24 lipca 1975, Guayaquil, Estadio Modelo (widzów 50 000)                                                                    |
| Sędzia: Mario Fiorenza |
| EKWADOR: Delgado – Peláez, Camacho, Pérez, Klinger – Ron, J.Tapia (Cabezas), Castańeda – Lasso, P.Carrera (Tobar), G.Tapia  |
| PARAGWAJ: Almeida – Espínola (Talavera), A.Sosa, F.Sosa, Insfrán – Torres, Benítez (Maldonado), Kiese – Rivera, Rolón, Báez |
| Bramki: P.Carrera, Lasso – Kiese (2)                                                                                        |

#### Ekwador–Kolumbia
| EKWADOR – KOLUMBIA 1:3 (1:1)                                                                                               |
| --- |
| 27 lipca 1975, Quito, Estadio Atahualpa (widzów 45 000)                                                                    |
| Sędzia: Miguel Angel Comesaña                                                                                              |
| EKWADOR: Delgado – Peláez, Camacho, Pérez, Klinger – Ron, J.Tapia (Cabezas (Tobar)), Castañeda – Lasso, P.Carrera, G.Tapia |
| KOLUMBIA: Zape – Zárate, Escobar, Segovia, Rubio – Calero, Arboleda, Ortiz – Silva Pacheco (Díaz), Campaz (Retat), Castro  |
| Bramki: 0:1 Ortiz 15, 1:1 Carrera 40, 1:2 Retat 75, 1:3 Castro 83                                                          |

#### Paragwaj–Kolumbia
| PARAGWAJ – KOLUMBIA 0:1 (0:1)                                                                                         |
| --- |
| 30 lipca 1975, Asunción, Estadio Defensores del Chaco (widzów 50 000)                                                 |
| Sędzia: Arnaldo César Coelho                                                                                          |
| PARAGWAJ: Almeida – Espínola, A.Sosa, F.Sosa, Insfrán – Torres, Benítez, Talavera – Maldonado (Paniagua), Kiese, Báez |
| KOLUMBIA: Zape – Segovia, Zárate, Escobar, Rubio – Arboleda, Calero, Castro – Ortiz, Retat, Díaz                      |
| Bramki: 0:1 Díaz |
| Uwaga: mecz przerwany w 43 minucie – wynik zachowano                                                                  |

#### Kolumbia–Ekwador
| KOLUMBIA – EKWADOR 2:0 |
| --- |
| 7 sierpnia 1975, Bogotá, Estadio El Campín (widzów 50 000)                                                                  |
| Sędzia: Carlos Robles |
| KOLUMBIA: Zape – Segovia, Zárate, Escobar, Bolaño – Arboleda, Calero, Ortiz – Retat (Silva Pacheco), Díaz, Castro (Caicedo) |
| EKWADOR: Delgado – Peláez, Camacho, F.Carrera, Klinger – J.Tapia, Cabezas, Tobar – P.Carrera, Castañeda, Lasso (Pazmiño)    |
| Bramki: 1:0 Díaz, 2:0 Calero                                                                                                |
| Uwaga: czerwone kartki ortrzymali Arboleda z Kolumbii i Cabezas z Ekwadoru                                                  |

#### Paragwaj–Ekwador
| PARAGWAJ – EKWADOR 3:1 |
| --- |
| 10 sierpnia 1975, Asunción, Estadio Defensores del Chaco (widzów 10 000)                                                                |
| Sędzia: Armando Marques |
| PARAGWAJ: De la Cruz Benítez – Insfrán, Riveros, Florentín, Escobar – Benítez, Torres, Báez (Fleitas) – Paniagua (Rivera), Rolón, Kiese |
| EKWADOR: Vera – Peláez, Camacho, F.Carrera, Klinger – G.Tapia (Guevara), Tobar, P.Carrera – Castañeda (Gómez), Lasso, Pazmiño           |
| Bramki: Rolón (2), Báez – Castañeda |

### Półfinały

#### Kolumbia–Urugwaj
| KOLUMBIA – URUGWAJ 3:0 (1:0) |
| --- |
| 21 sierpnia 1975, Bogotá, Estadio El Campín (widzów 55 000)                                                                                |
| Sędzia: César Orozco |
| KOLUMBIA: Zape – Segovia, Zárate, Escobar, Bolańo – Umańa, Retat (Lóndero), Calero – Ortiz, Díaz, Castro (Angulo)                          |
| URUGWAJ: Corbo – De los Santos, Olivera, González, Acosta – Mier Segovia, Forlán (75 Lorenzo), Unanue – Silva, Morena, Ocampo (70 Morales) |
| Bramki: 1:0 Angulo 53, 2:0 Ortiz 70, 3:0 Díaz 90                                                                                           |
| Uwaga: w 17 minucie czerwoną kartkę otrzymał urugwajski piłkarz De los Santos                                                              |

#### Brazylia–Peru
| BRAZYLIA – PERU 1:3 (0:1) |
| --- |
| 30 września 1975, Belo Horizonte, Estádio Mineirão (widzów 25 000)                                                                                |
| Sędzia: Miguel Angel Comesaña |
| BRAZYLIA: Raul – Nelinho, Miguel (Zé Carlos), Piazza, Getúlio – Vanderlei, Geraldo, Roberto Batata – Palhinha, Roberto Dinamita (Reinaldo), Romeu |
| PERU: Sartor – Soria (Navarro), Meléndez, Chumpitaz, Díaz – Ojeda, Quesada, Cubillas – Casaretto, Ramírez, Oblitas                                |
| Bramki: 0:1 Casaretto 19, 1:1 Roberto Batata 54, 1:2 Cubillas 82, 1:3 Casaretto 88                                                                |

#### Urugwaj–Kolumbia
| URUGWAJ – KOLUMBIA 1:0 (1:0) |
| --- |
| 1 października 1975, Montevideo, Estadio Centenario (widzów 70 000) |
| Sędzia: Rafael Hormazábal |
| URUGWAJ: Corbo – Peruena (86 Pereira), Chagas, González, Acosta – Mier Segovia, Forlán, Carrasco – Morena, Silva, Lorenzo (63 Revetria)                                                                       |
| KOLUMBIA: Zape – Segovia, Zárate (Soto), Escobar, Bolaño – Umańa, Retat, Calero – Ortiz (Caicedo), Díaz, Castro                                                                                               |
| Bramki: 1:0 Morena 17k |
| Uwaga: piłkarz urugwajski Morena dwukrotnie nie wykorzystał rzutu karnego – w 77 minucie nie trafił do bramki, a w 80 minucie jego strzał obronił bramkarz Zape; Morena w 80 minucie otrzymał czerwoną kartkę |

#### Peru–Brazylia
| PERU – BRAZYLIA 0:2 (0:1) |
| --- |
| 4 października 1975, Lima, Estadio Alejandro Villanueva (widzów 55 000) |
| Sędzia: Arturo Ithurralde |
| PERU: Sartor – Soria, Meléndez, Chumpitaz, Díaz – Quesada, Rojas, Cubillas – Ramírez (Ojeda), Casaretto, Oblitas (Ruíz)                                                                       |
| BRAZYLIA: Valdir Peres – Nelinho, Vantuir, Piazza, Getúlio – Vanderlei, Zé Carlos, Roberto Batata – Geraldo (Palhinha), Campos (Roberto Dinamita), Romeu                                      |
| Bramki: 0:1 Meléndez 10s, 0:2 Campos 61 |
| Uwaga: wobec równej liczby punktów dwumeczu i identycznego bilansu bramkowego (bramki "na wyjeździe" nie liczyły się) doszło do losowania, w wyniku którego do finału awansowała drużyna Peru |

### Finał

#### Kolumbia–Peru
| KOLUMBIA – PERU 1:0 (1:0)                                                                                 |
| --- |
| 16 października 1975, Bogotá, Estadio El Campín (widzów 50 000)                                           |
| Sędzia: Miguel Comesaña                                                                                   |
| KOLUMBIA: Zape – Segovia, Zárate, Escobar, Bolaño – Umaña, Calero, Retat – Rendón (Díaz), Lóndero, Castro |
| PERU: Sartor – Soria, Meléndez, Chumpitaz, Díaz – Quesada, Ojeda, Rojas – Barbadillo, Ramírez, Oblitas    |
| Bramki: 1:0 Castro 38                                                                                     |

#### Peru–Kolumbia
| PERU – KOLUMBIA 2:0 (2:0) |
| --- |
| 22 października 1975, Lima, Estadio Nacional (widzów 50 000)                                                                                  |
| Sędzia: Juan Silvagno |
| PERU: Sartor – Soria, Meléndez, Chumpitaz, Díaz – Quesada, Ojeda, Rojas – Barbadillo (Ruíz), Ramírez, Oblitas                                 |
| KOLUMBIA: Zape – Segovia, Zárate, Escobar, Bolaño – Umaña, Calero, Retat – Arboleda, Lóndero, Castro                                          |
| Bramki: 1:0 Oblitas 18, 2:0 Ramírez 44 |
| Uwaga: ponieważ o ostatecznym zwycięstwie decydowała ilość zdobytych punktów, a nie różnica bramek, konieczne było rozegranie trzeciego meczu |

| PERU – KOLUMBIA 1:0 (0:0)                                                                                          |
| --- |
| 28 października 1975, Caracas, Estadio Olímpico (widzów 30 000)                                                    |
| Sędzia: Ramón Barreto                                                                                              |
| PERU: Sartor – Soria, Meléndez, Chumpitaz, Díaz – Quesada, Ojeda, Rojas (Ramírez) – Cubillas, Sotil, Oblitas       |
| KOLUMBIA: Zape – Segovia, Zárate, Escobar, Bolaño – Umaña (Retat), Calero, Ortiz – Arboleda, Díaz (Castro), Campaz |
| Bramki: 1:0 Sotil 25                                                                                               |
| Uwaga: w 66 minucie bramkarz kolumbijski Zape obronił rzut karny wykonywany przez Cubillasa                        |

## Podsumowanie
Urugwaj jako obrońca tytułu awansował do półfinału bez gry.

### Grupa 1

#### Wyniki
| 31 lipca Caracas |  | Wenezuela | 0 | - | 4 (0-1) | Brazylia |

| 3 sierpnia Caracas |  | Wenezuela | 1 | - | 5 (1-3) | Argentyna |

| 6 sierpnia Belo Horizonte |  | Brazylia | 2 | - | 1 (1-1) | Argentyna |

| 10 sierpnia Rosario |  | Argentyna | 11 | - | 0 (4-0) | Wenezuela |

| 13 sierpnia Belo Horizonte |  | Brazylia | 6 | - | 0 (3-0) | Wenezuela |

| 16 sierpnia Rosario |  | Argentyna | 0 | - | 1 (0-1) | Brazylia |

#### Tabela końcowa
Grupa 1
| M | Reprezentacja | L.m. | Zw. | Rem. | Por. | Bramki | R.br. | Pkt |
| 1 | Brazylia      | 4    | 4   | 0    | 0    | 13:1   | +12   | 8   |
| 2 | Argentyna     | 4    | 2   | 0    | 2    | 17:4   | +13   | 4   |
| 3 | Wenezuela     | 4    | 0   | 0    | 4    | 1:26   | -25   | 0   |

### Grupa 2

#### Wyniki
| 17 lipca Santiago |  | Chile | 1 | - | 1 (1-0) | Peru |

| 20 lipca Oruro |  | Boliwia | 2 | - | 1 (0-1) | Chile |

| 27 lipca Oruro |  | Boliwia | 0 | - | 1 (0-1) | Peru |

| 7 sierpnia Lima |  | Peru | 3 | - | 1 (2-0) | Boliwia |

| 13 sierpnia Santiago |  | Chile | 4 | - | 0 (1-0) | Boliwia |

| 20 sierpnia Lima |  | Peru | 3 | - | 1 (3-0) | Chile |

#### Tabela końcowa
Grupa 2
| M | Reprezentacja | L.m. | Zw. | Rem. | Por. | Bramki | R.br. | Pkt |
| 1 | Peru          | 4    | 3   | 1    | 0    | 8:3    | +5    | 7   |
| 2 | Chile         | 4    | 1   | 1    | 2    | 7:6    | +1    | 3   |
| 3 | Boliwia       | 4    | 1   | 0    | 3    | 3:9    | -6    | 2   |

### Grupa 3

#### Wyniki
| 20 lipca Bogota |  | Kolumbia | 1 | - | 0 | Paragwaj |

| 24 lipca Guayaquil |  | Ekwador | 2 | - | 2 | Paragwaj |

| 27 lipca Quito |  | Ekwador | 1 | - | 3 (1-1) | Kolumbia |

| 30 lipca Asunción |  | Paragwaj | 0 | - | 1 (0-1) | Kolumbia |

Mecz Paragwaj – Kolumbia został przerwany w 43 minucie.
| 7 sierpnia Bogota |  | Kolumbia | 2 | - | 0 | Ekwador |

| 10 sierpnia Asunción |  | Paragwaj | 3 | - | 1 | Ekwador |

#### Tabela końcowa
Grupa 3
| M | Reprezentacja | L.m. | Zw. | Rem. | Por. | Bramki | R.br. | Pkt |
| 1 | Kolumbia      | 4    | 4   | 0    | 0    | 7:1    | +6    | 8   |
| 2 | Paragwaj      | 4    | 1   | 1    | 2    | 5:5    | 0     | 3   |
| 3 | Ekwador       | 4    | 0   | 1    | 3    | 4:10   | -6    | 1   |

### Półfinały
| 30 września Belo Horizonte |  | Brazylia | 1 | - | 3 (0-1) | Peru |

| 4 października Lima |  | Peru | 0 | - | 2 (0-1) | Brazylia |

| 21 września Bogota |  | Kolumbia | 3 | - | 0 (0-0) | Urugwaj |

| 1 października Montevideo |  | Urugwaj | 1 | - | 0 (1-0) | Kolumbia |

### Finał
| 16 października Bogota |  | Kolumbia | 1 | - | 0 (1-0) | Peru |

| 22 października Lima |  | Peru | 2 | - | 0 (2-0) | Kolumbia |

| 28 października Caracas Wenezuela |  | Peru | 1 | - | 0 (1-0) | Kolumbia |

Trzydziestym triumfatorem turnieju Copa América został po raz drugi zespół Peru.

### Strzelcy bramek
| Gole   | Piłkarze |
| ------ | --- |
| 4      | Luque Díaz |
| 3      | Kempes, Killer Mezza Danival, Nelinho, Palhinha, Roberto Batata Oblitas, Ramírez                                               |
| 2      | Ardiles, Zanabria Campos Araneda, Gamboa Castro, Ortiz P.Carrera Kiese, Rolón Casaretto, Cubillas, Rojas                       |
| 1      | Asad, Bóveda, Gallego Romeu Ahumada, Crisosto, Reinoso Angulo, Calero, Retat Castańeda, Lasso Báez Cueto, Sotil Morena Iriarte |
| samob. | Meléndez (dla Brazylii) |

### Sędziowie
| Mecze | Sędziowie |
| ----- | --- |
| 3     | Miguel Angel Comesaña |
| 2     | Arturo Ithurralde Romualdo Arppi Filho Rafael Hormazábal, Carlos Robles Carlos Rivero Ramón Barreto                                                           |
| 1     | Alberto Ducatelli Arnaldo César Coelho, Armando Marques Juan Silvagno Omar Delgado Héctor Ortiz César Orozco, Pedro Reyes Juan José Fortunatto Mario Fiorenza |